# O'Cyrus Torrence
O'Cyrus Torrence (Hammond, Luisiana, 20 de enero de 2000), apodado Cybo, es un jugador profesional estadounidense de fútbol americano que se desempeña como guardia ofensivo en los Buffalo Bills de la NFL. Fue seleccionado en la segunda ronda del Draft de la NFL de 2023 tras una destacada trayectoria universitaria en Louisiana y Florida, donde fue nombrado Consensus All‑American.

## Primeros años
Torrence creció en Greensburg, donde asistió a St. Helena Central High School. Como tackle ofensivo de último año fue reconocido en la lista All‑State de USA Today. Calificado con tres estrellas por los principales servicios de reclutamiento, rechazó ofertas de universidades Power Five y se comprometió con la Universidad de Luisiana en Lafayette.

## Carrera universitaria

### Louisiana (2019‑2021)
Debutó como titular en 13 de los 14 partidos de los Ragin' Cajuns en 2019, convirtiéndose en el primer liniero ofensivo novato en titularizar con el programa desde 2004. En 2020 fue incluido en el segundo equipo All‑Sun Belt y, un año después, ascendió al primer equipo de la conferencia.

### Florida (2022)
Tras la salida del entrenador Billy Napier a Florida, Torrence ingresó al transfer portal y se unió a los Gators para la temporada 2022. Jugó 11 partidos como guardia derecho sin permitir capturas ni cometer penalidades, y fue nombrado Consensus All‑American, el primer guardia en la historia del programa en recibir esa distinción. Además integró el primer equipo All‑SEC y quedó semifinalista del Rotary Lombardi Award.

## Carrera profesional

### Draft de la NFL
Los Buffalo Bills seleccionaron a Torrence en la segunda ronda (global 59) del Draft de la NFL de 2023.

### Buffalo Bills (2023‑presente)
En su temporada de novato (2023) ganó el puesto de guardia derecho titular durante el campo de entrenamiento y disputó los 17 partidos de temporada regular, siendo incluido en el PFWA All‑Rookie Team.
En 2024 volvió a ser titular en 16 de 17 encuentros y no permitió capturas en más de mil jugadas ofensivas, contribuyendo a que la línea de Buffalo fuera catalogada como la mejor de los play‑offs según AS USA. Estadísticas de PFF confirman que finalizó la campaña sin capturas permitidas.

## Palmarés y logros
- PFWA All‑Rookie Team (2023)
- Consensus All‑American (2022)
- 1.ª Equipo All‑SEC (2022)
- 1.ª Equipo All‑Sun Belt (2021)